# Santuario de fauna y flora Otún Quimbaya
El Santuario de Fauna y Flora Otún Quimbaya se encuentra ubicado en la Cordillera Central en la Región Andina de los Andes en Colombia. Su superficie hace parte del departamento de Risaralda.
El área del Santuario se caracteriza por una vegetación representativa de la selva húmeda andina. La neblina frecuentemente cubre las cimas y laderas del contiguo parque natural Los Nevados; que le otorgan un carácter enigmático y misterioso. 

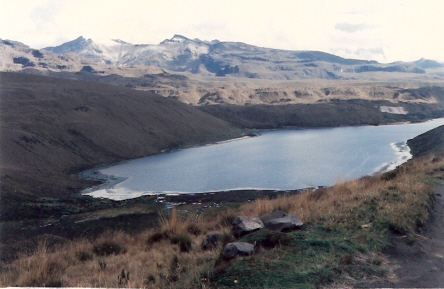
Laguna del Otún.

El parque posee una gran diversidad de especies de aves, mariposas y pequeños mamíferos. La topografía es muy variada con laderas donde se puede observar la palma de cera y ríos cristalinos.